# سیارک ۲۱۸۹۸۷
سیارک ۲۱۸۹۸۷ (به انگلیسی: 218987 Heidenhain، نامگذاری:2008HV2) دویست و هجده هزار و نهصد و هشتاد و هفتمین سیارک کشف شده‌است که در ۲۶ آوریل ۲۰۰۸ کشف شد.